# Mappa di Poincaré
In matematica, e più precisamente nell'ambito dei sistemi dinamici, una mappa di primo ritorno o mappa di Poincaré, così chiamata in onore di Henri Poincaré, è l'intersezione di un'orbita periodica nello spazio delle fasi di un sistema dinamico continuo con un particolare sottospazio di minor dimensione, chiamato sezione di Poincaré, trasversale al flusso del sistema. Più precisamente si considera un'orbita periodica con origine sulla sezione di Poincaré e si osserva il punto nel quale l'orbita reinterseca per la prima volta la sezione, da cui il nome di mappa di primo ritorno. La trasversità della sezione di Poincaré significa che le orbite periodiche che si originano nel sottospazio lo attraversano invece di scorrere parallele a questo.
Una mappa di Poincaré può essere pensata come un sistema dinamico discreto con uno spazio delle fasi N-1 dimensionale, dove N è la dimensionalità dello spazio del sistema dinamico continuo originario. Poiché preserva molte proprietà delle orbite periodiche e quasi periodiche del sistema originario ed ha, rispetto a quest'ultimo, uno spazio delle fasi di dimensione ridotta, la sezione di Poincaré è spesso utilizzata per analizzare in maniera più semplice il sistema originale. In pratica questo non è sempre possibile dato che non esiste un metodo generale per costruire una mappa di Poincaré.
Una mappa di Poincaré è diversa da una mappa di ricorrenza in quanto sono le variabili spaziali e non il tempo a determinare quando segnare un punto. Per esempio, la posizione della Luna quando la Terra si trova al perielio è una mappa di ricorrenza; la posizione della Luna quando passa attraverso il piano in cui giace il Sole e perpendicolare all'orbita terrestre nel perielio è una mappa di Poincaré. Questo genere di mappa fu usata da Michel Hénon per studiare il movimento delle stelle in una galassia perché la traiettoria di una stella proiettata su un piano è un intrico complicato. La mappa di Poincaré in questo caso è in grado di mostrare la struttura più chiaramente.

## Definizione

Nella sezione di Poincaré S, la mappa di Poincaré P proietta il punto x nel punto P(x).

Sia (R, M, φ) un sistema dinamico globale differenziabile, con R insieme dei numeri reali, M lo spazio delle fasi e φ la funzione di evoluzione. Sia γ un'orbita periodica attraverso un punto p ed S la sezione localmente differenziabile e trasversale di φ attraverso p chiamata sezione di Poincaré attraverso p.
Dato un intorno aperto e connesso U di p , una funzione
{\displaystyle P:U\to S}
è chiamata mappa di Poincaré per l'orbita γ sulla sezione di Poincaré S attraverso il punto p se
- P(p) =p
- P(U) è un intorno di p e P(U) è un diffeomorfismo
- per ogni punto x in U, la semiorbita positiva di x interseca S per la prima volta in P(x)

## Mappe di Poincaré ed analisi di stabilità
Come detto in precedenza, le mappe di Poincaré possono essere interpretate come un sistema dinamico discreto. La stabilità di un'orbita periodica del sistema originale è strettamente legata alla stabilità del punto fisso della corrispondente mappa di Poincaré.
Considerando il sistema dinamico (R, M, φ) con un'orbita periodica γ passante per p. Sia
{\displaystyle P:U\to S}
la corrispondente mappa di Poincaré per p. Si definisce allora
{\displaystyle P^{0}:=id_{U}}
{\displaystyle P^{n+1}:=P\circ P^{n}}
{\displaystyle P^{-n-1}:=P^{-1}\circ P^{-n}}
e
{\displaystyle P(n,x):=P^{n}(x)}
Dunque (Z, U, P) è un sistema dinamico discreto nello spazio U e con funzione di evoluzione
{\displaystyle P:\mathbb {Z} \times U\to U.}
Per definizione questo sistema ha un punto fisso in p, infatti P(p)=p.
L'orbita periodica γ del sistema dinamico continuo è stabile se e solo se il punto fisso p del sistema dinamico discreto è stabile.
L'orbita periodica γ del sistema dinamico continuo è asintoticamente stabile se e solo se il punto fisso p del sistema dinamico discreto è asintoticamente stabile.